# Alojzov
Alojzov település Csehországban, a Prostějovi járásban. Alojzov Myslejovice, Určice, Krumsín és Seloutky településekkel határos. Lakosainak száma 254 fő (2024. január 1.).

## Népesség
A település lakosságának változását az alábbi diagram mutatja:
| Lakosok száma | 228  | 281  | 300  | 215  | 243  | 207  | 254  | 243  | 257  | 254  |
|               | 1869 | 1890 | 1921 | 1950 | 1980 | 2001 | 2017 | 2019 | 2022 | 2024 |